# بينغت نيلسون
بينغت نيلسون (بالسويدية: Bengt Nilsson)‏ هو منافس ألعاب قوى سويدي، ولد في 17 فبراير 1934 في هارنوساند في السويد، وتوفي في 11 مايو 2018 في سولنا ‏ في السويد.

## وصلات خارجية
- بينغت نيلسون على موقع الاتحاد الدولي لألعاب القوى (الإنجليزية)
- بينغت نيلسون على موقع اللجنة الأولمبية الدولية (الإنجليزية)
- بينغت نيلسون على موقع أوليمبيديا (الإنجليزية)
- بينغت نيلسون على موقع اللجنة الأولمبية السويدية (السويدية)